# Пукаки (озеро)
Пукаки (англ. Lake Pukaki) — озеро на острове Южный в Новой Зеландии. Находится на территории региона Кентербери. Объём воды — 4,66 км³. Площадь водосборного бассейна — 1413 км².
Является крупнейшим из трёх параллельно расположенных друг к другу горных озёр (Текапо и Охау), тянущихся с севера на юг вдоль котлована Маккензи. Пукаки имеет ледниковое происхождение. Из-за того, что озеро преимущественно пополняется талыми водами ледников, вода в ней имеет отчётливо голубой оттенок. Площадь озера составляет 178,7 км², а высота над уровнем моря варьируется от 518 до 532 м. Ширина Пукаки достигает 8 км, а длина — 15 км. В северной части в Пукаки впадает река Тасман, которая берёт своё начало в ледниках Тасман и Хукер недалеко от горы Кука.
Озеро обладает большим гидроэнергетическим потенциалом, поэтому оно входит в состав гидроэнергетической системы «Уаитаки». На южном побережье Пукаки, откуда из озера вытекает одноимённая река, находится плотина, а прорытые каналы отводят воды из озёр Пукаки и Охау в гидроэлектростанцию «Охау А», а оттуда в озеро Руатанифа. Для увеличения ёмкости озера в 1940-х годах, а затем в 1970-х годах было осуществлено поднятие уровня воды (сначала на 9 м, а затем ещё на 37 м), в результате которого был затоплен озёрный остров.
Точное происхождение названия озера неизвестно. Вероятно, оно имеет маорийское происхождение и в переводе с языка маори означает «скомканная вода».